# USS Grayling (SS-492)
USS Grayling (SS-492), okręt podwodny typu Tench był piątym okrętem US Navy noszącym nazwę pochodzącą od  lipienia arktycznego (ryby z rodziny łososiowatych). Jego konstrukcja została zatwierdzona i budowę rozpoczęto, ale kontrakt anulowano 12 sierpnia 1945 (nazwę nadano 29 sierpnia 1944).